# Bruno Bräuer

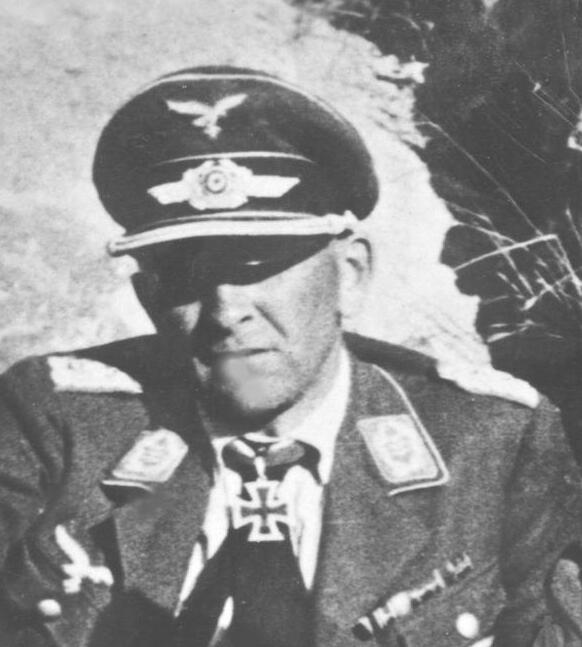
Bruno Bräuer (1941)

Bruno Oswald Bräuer (* 4. Februar 1893 in Willmannsdorf, Landkreis Jauer in Schlesien; † 20. Mai 1947 in Chaidari bei Athen/Griechenland) war ein deutscher Offizier und General der Fallschirmtruppe während des Zweiten Weltkriegs.  Von August 1942 bis Juni 1944 war er Kommandant der Festung Kreta.
Nach dem Krieg wurde er wegen Kriegsverbrechen angeklagt und hingerichtet.

## Leben
Bräuer war von 1905 bis 1908 Schüler an der Militär-Knabenerziehungs-Anstalt in Annaburg/Kreis Halle und im Anschluss Schüler an der Unteroffizier-Vorschule in Greifenberg/Pommern, ehe er 1910 einen Lehrgang an der Unteroffiziersschule in Treptow an der Rega antrat. Es folgte 1911 seine Beförderung zum Gefreiten, und im Jahr darauf trat er dem 7. Westpreußischen Infanterie-Regiment Nr. 155 in Ostrowo/Pleschen bei.
Als Unteroffizier (seit 1. Juli 1912) nahm er mit dieser Einheit am Ersten Weltkrieg teil und wurde schließlich 1917 zum Offizier-Stellvertreter befördert. Nach Kriegsende als Leutnant in die Reichswehr übernommen, diente er als Zugführer im Schützen-Regiment 9. Er verließ die Reichswehr und wechselte 1920 zur Schutzpolizei. Dieser gehörte er bis 1935 an.
1936 wurde Bräuer in die Fallschirmjägertruppe der Luftwaffe übernommen und 1937 zum Kommandeur des IV. Fallschirmschützen-Bataillons Regiment General Göring ernannt. Zum 1. Januar 1938 wurde er Oberstleutnant und am 1. April 1938 Kommandeur des I. Bataillon des Fallschirm-Jäger-Regiments 1 in Stendal. 1939 wurde er zum Oberst befördert sowie zum Regimentskommandeur und stellvertretenden Kommandeur der 7. Flieger-Division ernannt.
Mit Beginn des Zweiten Weltkriegs nahm er zunächst am Überfall auf Polen teil und im Mai 1940 an der Besetzung der Niederlande. Im Mai 1941 wurde er zum Kommandeur der „Kampfgruppe Ost“ für das Unternehmen Merkur ernannt und war aktiv an den Kämpfen auf Kreta beteiligt.
Im September 1941 wurde er zum Generalmajor befördert. Im September 1942 wurde Bräuer in die Führerreserve versetzt und war als Offizier zur besonderen Verwendung des Reichsministers für Luftfahrt und Oberbefehlshabers der Luftwaffe als Nachfolger des abgesetzten Generals Andrae mit der Führung der Geschäfte des Kommandanten der „Festung Kreta“ und des Befehlshabers des Luftgaustabes Kreta beauftragt. Am 23. Februar 1943 übernahm er diese Positionen und hatte sie bis zum 31. Mai 1944 inne, als er durch Generalleutnant Friedrich-Wilhelm Müller abgelöst und am 1. Juni 1944 unter gleichzeitiger Beförderung zum General der Fallschirmtruppe erneut in die Führerreserve versetzt wurde. Ab 2. März 1945 in den aktiven Dienst zurückgekehrt, wurde er Kommandeur der 9. Fallschirmjäger-Division. Wegen der mangelnden Standhaftigkeit seiner Verbände während der Schlacht an der Oder musste er sein Kommando abgeben und wurde am 19. April 1945 wieder in die Führerreserve versetzt.
Zwei Tage nach Kriegsende geriet er in britische Kriegsgefangenschaft. Er wurde für die Deportation der kretischen jüdischen Griechen im Mai 1945 an Griechenland ausgeliefert und dort vor ein Gericht gestellt. Man verurteilte ihn gemeinsam mit dem General der Infanterie Friedrich-Wilhelm Müller zum Tode durch Erschießen. Das Urteil wurde am 20. Mai 1947 in Athen vollstreckt. Sein Grab befindet sich auf dem 1974 neugestalteten Deutschen Soldatenfriedhof Maleme auf Kreta.

## Auszeichnungen
- Eisernes Kreuz (1914) II. und I. Klasse
- Spange zum Eisernen Kreuz II. und I. Klasse
- Ritterkreuz des Eisernen Kreuzes am 24. Mai 1940
- Deutsches Kreuz in Gold am 13. April 1942
- Ärmelband Kreta